# Romanivka, Bilokurakîne
Romanivka (în ucraineană Романівка) este un sat în comuna Oleksandropil din raionul Bilokurakîne, regiunea Luhansk, Ucraina.

## Demografie
Componența lingvistică a localității Romanivka
     Ucraineană (95,42%)
     Rusă (4,58%)
Conform recensământului din 2001, majoritatea populației localității Romanivka era vorbitoare de ucraineană (95,42%), existând în minoritate și vorbitori de rusă (4,58%).